# 說不得 (後梁布袋和尚)
布袋和尚是五代時後梁時期明州奉化縣人，法號契此。體型非常胖，大腹便便，整日袒胸露乳背著一口布袋行走在集市間。

## 傳說
關於他有很多神異的傳說故事。
據說布袋和尚圓寂前留下一個偈子：「彌勒真彌勒，化身千百億，時時示時人，時人自不識。」於是百姓們相信這個布袋和尚就是彌勒菩薩的化身。
後來，寺院中的彌勒菩薩，都塑成了布袋和尚的樣子，大肚能容，笑口常開。
佛教中，彌勒是未來佛，現在還是菩薩。在久遠的未來中，彌勒菩薩將會降生人間，覺悟成佛，度化無量眾生，並將我們這個污濁的娑婆世界變成美麗幸福的人間淨土。
所以佛教徒將彌勒菩薩尊稱為「當來下生彌勒尊佛」。
傳入中國後，彌勒菩薩曾成為百姓反抗朝廷的旗號，很多義軍領袖假稱自己是彌勒轉世，要帶領被壓迫的勞動人民建立人間淨土。

## 與金庸小說的關聯
《倚天屠龍記》中的布袋和尚，是明教教徒。歷史上明教與彌勒菩薩是真的有些聯繫。
明教的正式名稱是摩尼教，起源於波斯，在唐朝傳入中國。唐武宗滅佛時，摩尼教也跟著佛教一起遭到鎮壓，因此他們轉入了地下，並融合了道教及民間信仰的內容，改稱明教。
明教相信，這個世界是光與暗、善與惡的對立，所以宗旨是懲惡揚善，具體而言就是組織受苦百姓反抗朝廷。
明教和彌勒信徒在目標上是一致的。所以很快就結合在一起了。
《倚天屠龍記》中曾提到，明教有一個分支叫「彌勒宗」，被元朝政府剿滅了。彌勒宗的首領叫周子旺，在連載版中是周芷若的父親。
可見，布袋和尚說不得不是金庸隨意寫出來的。

### 金庸小說中的說不得
說不得倚天屠龍記人物，人稱「布袋和尚」，與冷謙、張中、彭瑩玉及周顛並稱明教五散人。
輕功很不錯，性格愛說笑，與明教四大護教法王之一「青翼蝠王」韋一笑是好朋友。
擅長用布袋出其不意地裝敵人進去，曾以此技擒住不少高手，包括張無忌，但任何利器均刺不穿的「乾坤一氣袋」被張無忌以「九陽神功」衝破了。

## 其它來源
其實，布袋和尚還不止這一個來源。
- 徐禎卿《翦勝野聞》中記載了一個故事，有一天朱元璋進入一座寺廟遊玩，發現大殿的壁間畫有一個布袋和尚，墨跡猶新，旁邊題有一偈：「大千世界浩茫茫，收拾都將一袋藏。畢竟有收還有散，放寬些子又何妨。」朱元璋一看就知道，這首偈子是在諷刺自己的嚴刑峻法，忙令侍衛搜索，卻沒有抓到寫偈子的人。

- 《景德传灯录》卷27：梁貞明二年丙子三月師將示滅。於嶽林寺東廊下端坐磐石。而說偈曰：彌勒真彌勒，分來源身千百億。時時示時人，時人自不識。

- 《宋高僧传》卷21「感通篇」「唐明州奉化縣釋契此」：後有他州見此公。亦荷布袋行。